# Saint-Éloi-de-Fourques
Saint-Éloi-de-Fourques è un comune francese di 460 abitanti situato nel dipartimento dell'Eure nella regione della Normandia.

## Società

### Evoluzione demografica
Abitanti censiti